# إنريكي إس. كينتانا
إنريكي إس. كينتانا هو دبلوماسي ومحامي وصحفي وسياسي أرجنتيني، ولد في 27 مارس 1851 في بوينس آيرس في الأرجنتين، وتوفي بنفس المكان في 11 مايو 1896. نشط حزبياً في الاتحاد المدني الراديكالي. وقد انتخب عضو مجلس النواب في الأرجنتين ‏.